# Sourds au cinéma
Les sourds au cinéma consiste à montrer au cinéma des situations où les personnes sourdes soit présentes et non dissimulées soit, au contraire, peintes de façon subtile ou sous-jacente utilisent la langue des signes ou non.

## Historique
Le professeur Hector Marichelle de l'Institut national de jeunes sourds de Paris demande, dans les années 1890, au physiologiste Étienne-Jules Marey qui a inventé le chronophotographe et à son assistant, le photographe Georges Demenÿ, créateur du phonoscope, une projection labiale pour l'intérêt pour la « rééducation » des enfants « sourds-muets » : ce dernier lui-même se « chronophotographié » dans deux gros plans très brefs, prononçant « Vive la France ! » et « Je vous aime ! ». Toujours ce dernier, ruiné, il vend ses droits sur sa machine à Léon Gaumont qui commence ainsi sa carrière de producteur de cinéma…

### Les Sourds dans le septième art
Joseph-Marie de Gérando raconte, dans son livre L’Éducation des sourds-muets de naissance publié en 1827, que « l'abbé de l'Épée assure même, sur la foi de je ne sais quelles relations, qu'il y a encore des pays où l'on fait mourir, à l'âge de trois ans au plus tard, les sourds-muets, parce qu'on les considère comme des monstres », et c'est alors qu'on peut imaginer, à tort ou à raison, que, depuis la naissance du cinéma muet en décembre 1895, les producteurs et les réalisateurs n'hésitaient pas à montrer aux écrans des êtres victimes d'anomalies, de malformations et d'autres maladies rares, ces « monstres de foire » comme l'on nommait autrefois alors que ce n'étaient que des handicapés mal acceptés à cette époque..

#### En France
Dans le film documentaire Le Pays des sourds de Nicolas Philibert (1993), l'artiste sourd turc francisé Levent Beskardes raconte sa jeunesse dans son pays natal : sa mère l'emmenait souvent au cinéma, et il voyait les comédiens « remuer les lèvres et je me disais que je pourrais faire pareil ! Je rêvais de devenir comédien. En face de chez nous [sa famille et lui] vivait un réalisateur très connu. Un jour, je lui ai demandé si je pourrais jouer dans un de ses films mais il m'a dit : « Impossible ! Tu es sourd. » ».

#### Aux États-Unis
Quand l'industrie audiovisuelle décide, en 1927, de passer des films muets aux films parlants, les acteurs et les techniciens sourds ne trouvent plus d'emploi.

### Les premières langues des signes au cinéma

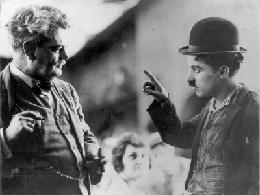
Granville Redmond et Charlie Chaplin, dans les années 1910.

Il est difficile de percevoir les premières langues des signes au grand écran avant le XXe.
Selon les archives historiques dans la communauté des Sourds aux États-Unis, Charlie Chaplin a rencontré Granville Redmond, un artiste peintre sourd américain, à Los Angeles dans les années 1910, et aurait perfectionné pantomime et épellation grâce ses expressions en langue des signes américaine, mais n'a jamais mentionné son nom. Ce dernier a tout de même joué des rôles mineurs dans sept films signés Charlie Chaplin entre 1918 et 1929, à commencer par Une vie de chien (The Dog’s Life, 1918). Dans aucun film Granville Redmond ne s'est exprimé en langue des signes.
Dès les années 1940, la langue des signes est sans doute, plus ou moins, visible dans Johnny Belinda de Jean Negulesco (1948), Miracle en Alabama d'Arthur Penn (The Miracle Worker, 1962) et Le cœur est un chasseur solitaire de Robert Ellis Miller (The Heart Is A Lonely Hunter, 1968).

### La polémique des «faux Sourds»,
La plupart des sourds ne cachent pas leur mécontentement, notamment les comédiens : les entendants prennent les rôles de personnages sourds comme l'actrice Emmanuelle Devos dans Sur mes lèvres de Jacques Audiard (2001) ou Karin Viard et François Damiens dans le rôle de parents sourds dans La Famille Bélier d'Éric Lartigau (2014) — même si Luca Gelberg et Bruno Gomila sont réellement sourds mais ne sont que des acteurs secondaires. Pour eux, c'est une image égale au « whitewashing », le fait de faire jouer par des acteurs blancs le rôle de personnages de couleurs tels que l'acteur suédois Warner Oland connu pour son interprétation du détective américain d'origine chinoise Charlie Chan entre (1931-1938) ou encore l'acteur américain Marlon Brando dans le rôle de l'interprète japonais Sakini dans La Petite Maison de thé (The Teahouse of the August Moon) de Daniel Mann (1968). Ce fut le même cas avec Jane Wyman en Belinda McDonald « sourde-muette » pour Johnny Belinda de Jean Negulesco (1948), Alan Arkin en John Singer « sourd-muet » pour Le cœur est un chasseur solitaire (The Heart Is a Lonely Hunter) de Robert Ellis Miller (1968), etc.
Comme le souligne Guy Jouannet dans son ouvrage L'Écran sourd, « Le sourd avait semblé longtemps être le personnage invisible de la création audio-visuelle. En fait, son image a souvent été malmenée et déformée. Opprimé par la dictature de l'oral et du verbal, le sourd reste l'inconnu ».
Revenons à La Famille Bélier, la polémique s'éclate dans la communauté sourde en hiver 2014 en commençant par la journaliste sourde anglaise Rebecca Atkinson, dans un article du journal The Guardian du 19 décembre 2014, le considère comme « une nouvelle insulte cinématographique à la communauté sourde » étant donné que « la fascination des personnes entendantes pour la musique et la surdité ne trouve pas d'écho chez un sourd. Peut-être si vous avez perdu l'audition, mais si vous êtes nés sourds (…), ce n'est pas quelque chose qui vous fait perdre le sommeil » et que les acteurs, dans le film, « ne sont pas réellement des sourds ». Elle l'accuse également de ne « pas trouver d'acteurs sourds ? Prenez des entendants qui agitent leurs mains. C'est un manque de respect pour les personnes sourdes. (…) C'est embarrassant et grossier pour la culture sourde et de la langue des signes »,.
Quant à la journaliste sourde Marylène Charrière sur Websourd, elle admet que « c'est bien de montrer au grand public ce que signifie être sourd et d'utiliser la langue des signes française. La plupart des gens sont ignorants, pensent que ce n'est pas une vraie langue » et, en revanche, la traductrice Julia Pelhate de la même société ajoute : « Ce qui est gênant, c'est que la langue des signes française ne soit pas respectée. Il y a beaucoup de maladresses. Lors de l'avant-première à Toulouse, le 31 octobre 2014, le public sourd a dû lire les sous-titres, car il ne comprenait pas la langue signée à l'écran ».

### Les acteurs sourds
« Ce fut un vrai choc ! Jusqu'ici, je voyais les sourds comme des handicapés, un point c'est tout. Et voilà que je me trouvais devant un homme d'une richesse d'expression tout à fait exceptionnelle [Jean-Claude Poulain, CQFD], une sorte d'acteur-né, capable de faire passer par les seuls mouvements de ses mains et les expressions de son visage toutes les nuances de la pensée. Pour des raisons que j'ai un peu oubliées, le projet de ces psychiatres resta en plan, mais j'ai commencé de mon côté à rencontrer de plus en plus de sourds et à me passionner pour leur manière de communiquer. (…) J'ai commencé à me dire qu'un film sur les sourds serait de nature à « travailler » la matière même du cinéma, puisqu’il s'agit d'une langue où chaque mot, chaque idée se traduit par des images tracées dans l'espace. »

— Nicolas Philibert, réalisateur du Pays des sourds (1993).
Maurice Humbert est, dit-on, le premier acteur sourd français, dans les années 1930, à jouer le rôle secondaire d'un prisonnier « sourd-muet » en langue des signes dans Chéri-Bibi de Léon Mathot (1938), dans lequel il enseigne l’alphabet dactylologique aux autres détenus pour un projet d’évasion. Malheureusement, il est inconnu de nos jours sauf que, selon l'Internet Movie Database, il a également interprété un rôle dans le court-métrage Le Huitième Art et la Manière de Maurice Régamey (1952) aux côtés de Louis de Funès alors méconnu à cette époque.
Peter Wechsberg, plus connu sous le nom Peter Wolf, en tant que réalisateur et scénariste sourd, fait sortir son premier long-métrage entièrement muet mais uniquement en langue des signes Deafula — jeu de mots sur la prononciation anglaise de « deaf » et « Dracula » désignant « Dracula sourd », en 1975 aux États-Unis, avec des acteurs sourds.
Mondialement, en 1986 sort Les Enfants du silence (Children of a Lesser God) de Randa Haines, d'après la pièce éponyme de Mark Medoff (1979), dont les personnages principaux sont interprétés par William Hurt en professeur James Leeds et la nouvelle venue Marlee Matlin, elle-même sourde, en Sarah Norman. Cette dernière, reçoit d'ailleurs l'Oscar de la meilleure actrice en pleine cérémonie du mars 1987 au Dorothy Chandler Pavilion du County Music Center à Los Angeles : une première pour une comédienne sourde.

#### Les acteurs sourds
Canada
- Aryana Engineer

États-Unis
- Chuck Baird
- Sean Berdy
- Richard Biggs
- Bernard Bragg
- Daniel Durant
- Phyllis Frelich
- Tyrone Giordano
- Russell Harvard
- CJ Jones
- Troy Kotsur
- Ryan Lane
- Marlee Matlin
- Anthony Natale
- Millicent Simmonds
- Shoshannah Stern

France
- Joël Chalude
- Noémie Churlet
- Emmanuelle Laborit
- Chantal Liennel

## Filmographie

### Années 1920
- 1929 : A Deaf, Sam-ryong (벙어리 삼룡) de Na Un-gyu (Corée)

### Années 1930
- 1938 : Chéri-Bibi de Léon Mathot (France)

### Années 1940
- 1947 : La Griffe du passé (Out of the Past) de Jacques Tourneur (États-Unis)
- 1948 : Johnny Belinda de Jean Negulesco (États-Unis)

### Années 1950
- 1952 : La Merveilleuse Histoire de Mandy (Mandy) d’Alexander Mackendrick (Royaume-Uni)
- 1954 : Helen Keller in Her Story de Nancy Hamilton (États-Unis)
- 1957 : L'Homme aux mille visages (Man of a Thousand Faces) de Joseph Pevney (États-Unis)
- 1959 : Le Désosseur de cadavres (The Tingler) de William Castle (États-Unis)

### Années 1960
- 1962 : Miracle en Alabama (The Miracle Worker) d'Arthur Penn (États-Unis)
- 1964 : Deaf Sam-yong (벙어리 삼룡) de Shin Sang-ok (Corée du Sud)
- 1968 : Le cœur est un chasseur solitaire (The Heart Is a Lonely Hunter) Robert Ellis Miller (États-Unis)

### Années 1970
- 1970 : L'Enfant sauvage de François Truffaut (France)
- 1971 : Au pays du silence et de l'obscurité (Land des Schweigens und der Dunkelheit) de Werner Herzog (Allemagne de l'Ouest)
- 1972 : Koshish (कोशिश) de Gulzar (Inde)
- 1974 : Ankur (अंकुर) de Shyam Benegal (Inde)
- 1975 :
  - Deafula de Peter Wolf (États-Unis)
  - Nashville de Robert Altman (États-Unis)
- 1978 : Koko, le gorille qui parle de Barbet Schroeder (France)

### Années 1980
- 1986 : Les Enfants du silence (Children of a Lesser God) de Randa Haines (États-Unis)
- 1987 :
  - La Brute de Claude Guillemot (France)
  - Project X de Jonathan Kaplan (États-Unis)

### Années 1990
- 1991 :
  - A Scene at the Sea (あの夏、いちばん静かな海。) de Takeshi Kitano (Japon)
  - Talons aiguilles (Tacones lejanos) de Pedro Almodóvar (Espagne/France)
- 1993 :
  - Hear No Evil de Robert Greenwald (États-Unis)
  - La Leçon de piano (The Piano) de Jane Campion (Nouvelle-Zélande, Australie/France)
  - Le Pays des sourds de Nicolas Philibert (France)
- 1994 :
  - Le Bateau de mariage de Jean-Pierre Améris (France)
  - Miracle sur la 34e rue (Miracle on 34th Street) de Les Mayfield (États-Unis)
  - Quatre mariages et un enterrement (Four Weddings and a Funeral) de Mike Newell (Royaume-Uni)
  - La Rivière sauvage (The River Wild) de Curtis Hanson (États-Unis)
  - Témoin muet (Mute Witness) d'Anthony Waller (États-Unis/Allemagne/Russie/Royaume-Uni)
- 1995 :
  - Congo de Frank Marshall (États-Unis)
  - Professeur Holland (Mr. Holland's Opus) de Stephen Herek (États-Unis)
- 1996 :
  - Au-delà du silence (Jenseits der Stille) de Caroline Link (Allemagne)
  - Ridicule de Patrice Leconte (France)
- 1997 : En compagnie des hommes (In the Company of Men) de Neil LaBute (États-Unis)
- 1998 : Country of the Deaf (Страна глухих) de Valeri Todorovski (Russie)
- 1999 : I Love You (アイ・ラヴ・ユー) de Yutaka Osawa et Akihiro Yonaiyama (Japon)

### Années 2000
- 2000 :
  - Code inconnu de Michael Haneke (France/Autriche/Roumanie)
  - Plus fort que le silence (漂亮媽媽) de Sun Zhou (Chine)
  - The Dancer de Fred Garson (France/Royaume-Uni)
  - Sound and Fury de Josh Aronson (États-Unis)
- 2001 :
  - Amour secret (Stille Liebe) de Christoph Schaub (Allemagne)
  - Escrocs (What's the Worst That Could Happen?) de Sam Weisman (États-Unis)
  - Sur mes lèvres de Jacques Audiard (France)
  - Mockingbird Don't Sing de Harry Bromley Davenport (États-Unis)
  - Spot (See Spot Run) de John Whitesell (États-Unis)
  - The Jennie Project de Gary Nadeau (États-Unis)
- 2002 :
  - Jiburo (집으로…) de Lee Jeong-hyang (Corée du Sud)
  - Sympathy for Mister Vengeance (복수는 나의 것) de Park Chan-wook (Corée du Sud)
- 2003 : Wedding of Silence (Svaďba tišiny) de Pavel Medvedev (Russie)
- 2004 :
  - Dead and Breakfast de Matthew Leutwyler (États-Unis)
  - Dear Frankie de Shona Auerbach (Écosse)
  - Frankie Wilde (It's All Gone Pete Tong) de Michael Dowse (Royaume-Uni/Canada)
  - Les Mots bleus d'Alain Corneau (France)
  - Punto y Raya d'Elia Schneider (Venezuela)
- 2005 :
  - Be with Me d'Eric Khoo (Singapour)
  - Black (ब्लैक) de Sanjay Leela Bhansali (Inde)
  - Poussière (Пыль) de Sergueï Loban (Russie)
  - Esprit de famille (The Family Stone) de Thomas Bezucha (États-Unis)
  - Iqbal (इकबाल) de Nagesh Kukunoor (Inde)
  - Nine Lives de Rodrigo García (États-Unis)
  - Sad Movie (새드무비) de Kwon Jong-kwan (Corée du Sud)
  - The Quiet de Jamie Babbit (États-Unis)
- 2006 :
  - Babel d'Alejandro González Iñárritu (États-Unis/Mexique/France)
  - One Missed Call Final de Manabu Asou (Japon)
- 2007 : There Will Be Blood de Paul Thomas Anderson (États-Unis)
- 2008 :
  - The Legend of the Mountain Man de Mark Wood (États-Unis)
  - Universal Signs d'Ann Calamia (États-Unis)
  - Earth's Whisper (Hunghong sa Yuta d'Arnel Mardoquio (Philippines)
- 2009 :
  - Esther (Orphan) de Jaume Collet-Serra (États-Unis/Canada/Allemagne/France)
  - Hear Me (聽說) de Fen-Fen Cheng (Taïwan)
  - Love in Another Language (Başka Dilde Aşk) de Ilksen Basarir (Turquie)
  - See What I'm Saying: The Deaf Entertainers Documentary de Hilari Scarl (États-Unis)

### Années 2010
- 2010 :
  - L'amour c'est mieux à deux de Dominique Farrugia et Arnaud Lemort (France)
  - Listen to Your Heart de Matt Thompson (États-Unis)
- 2011 :
  - 170 Hz de Joost van Ginkel (Pays-Bas)
  - Deaf Jam de Judy Lieff (États-Unis)
  - GLove (글러브) de Kang Woo-seok (Corée du Sud)
  - If You Could Hear My Own Tune d’Ann Marie Bryan (États-Unis)
  - Interface de Chantal Deguire (Canada)
  - Musica Ocular de José Antonio Cordero (Mexique)
  - Querelles (Soog) de Morteza Farshbaf (Iran)
  - Silenced (도가니) de Hwang Dong-hyeok (Corée du Sud)
  - Take Shelter de Jeff Nichols (États-Unis)
  - The Hammer d'Oren Kaplan (États-Unis)
  - Une vie sans paroles (Una vida sin palabras) d'Adam Isenberg (Nicaragua)
- 2012 :
  - Avec nos yeux de Marion Aldighieri (France)
  - Barfi! (बर्फी!) d'Anurag Basu (Inde)
  - Crimes en sourdine de Joël Chalude (France)
  - Julai (జులాయి) de Trivikram Srinivas (Inde)
  - Resident Evil: Retribution de Paul W. S. Anderson (États-Unis/Canada/France/Allemagne)
  - Two is Too Many de Robert Hoskin (Australie)
- 2013 :
  - Enfants de sourds de Marie-Ève Nadeau (France)
  - Home de Jarrod Saunders (Afrique du Sud)
  - Habana muda d'Eric Brach (Cuba)
  - Lake Windfall de Roger Vass Jr. (États-Unis)
- 2014 :
  - Avis de mistral de Rose Bosch (France)
  - La Famille Bélier d'Éric Lartigau (France)
  - Marie Heurtin de Jean-Pierre Améris (France)
  - La Planète des singes : L'Affrontement (Dawn of the Planet of the Apes) de Matt Reeves (États-Unis)
  - The Tribe (Плем'я) de Myroslav Slaboshpytskiy (Ukraine/Pays-Bas)
- 2015 :
  - Bajrangi Bhaijaan (बजरंगी भाईजान) de Kabir Khan (Inde)
  - J'avancerai vers toi avec les yeux d'un sourd de Laetitia Carton (France)
  - Par amour (Per amor vostro) de Giuseppe M. Gaudino (Italie-France)
  - La Vérité de Julien Bourges (France)
- 2016 :
  - Beyond Inclusion de Ryan Commerson (États-Unis)
  - Cessez-le-feu d'Emmanuel Courcol (France/Belgique)
  - Pas un bruit (Hush) de Mike Flanagan (États-Unis)
  - Secuestro de Mar Targarona (Espagne)
  - Wild Prairie Rose de Deborah LaVine, avec l’acteur sourd Troy Kotsur (États-Unis)
- 2017 :
  - A Silent Agreement de Davo Hardy (Australie)
  - Here We Are de David Bellarosa (États-Unis)
  - Le Musée des merveilles (Wonderstruck) de Todd Haynes (États-Unis)
  - Sign Gene d’Emilio Insolera (Italie/Japon)
  - Baby Driver d’Edgar Wright, avec l’acteur sourd CJ Jones (États-Unis)
  - The Silent Child de Chris Overton (court métrage, Royaume-Uni)
  - Sierra Burgess Is a Loser d’Ian Samuels, avec l’acteur sourd Cochise Zornoza (États-Unis)
- 2018 :
  - Sicario : La Guerre des cartels[14] (Sicario: Day of the Soldado) de Stefano Sollima (États-Unis/Italie)
  - Sans un bruit (A Quiet Place) de John Krasinski (États-Unis)
  - Signer de Nurith Aviv (France)
- 2019 :
  - The Silence[15] de John R. Leonetti (États-Unis/Allemagne)
  - The Parts You Lose[16] de Christopher Cantwell (cinéaste) (en) (États-Unis)

### Années 2020
- 2020 :
  - Sans un bruit 2 (A Quiet Place: Part II) de John Krasinski (États-Unis)

- 2021 :
  - Coda (CODA) de Sian Heder (États-Unis)
  - Drive My Car[17] (ドライブ・マイ・カー) de Ryūsuke Hamaguchi (Japon)
  - Midnight Silence (미드나이트) de Kwon Oh-seung (Corée du Sud)

- 2022 :
  - Love Life (ラブ ライフ) de Kōji Fukada (Japon)
  - La Beauté du geste (ケイコ目を澄ませて) de Shō Miyake (Japon)

- 2025 :
  - Sorda d'Eva Liberdad (Espagne)

#### Livres
- Guy Jouannet, L’Écran sourd - Les représentations du sourd dans la création cinématographique et audiovisuelle, éd. CTNERHI, collect. Flash Informations, 1999, 309 p.  (ISBN 2-87710-126-6)
- (en) John S. Schuchman, Hollywood Speaks: Deafness and the Film Entertainment Industry, éd. University of Illinois Press, 1999, 200 p.  (ISBN 978-0-252-06850-8)
- (en) Laguna Art Museum, Granville Redmond, Oakland Museum, Gallaudet University, 1989 (OCLC 20358505).

#### Périodique
- Clément Boutin, « Entre préjugés et discrimination, la carrière des acteurs sourds n’est pas une cinécure », sur telerama.fr, 27 novembre 2021.

### Documentaires
- Sourds et cinéma : une image floue ? réalisé par Kevin Morris, diffusé en septembre 2011 dans L'Œil et la Main sur France 5
- Vrais ou faux : les Sourds au cinéma, réalisé par Hélène Faucherre Arsic, diffusé en mai 2012 dans Signes sur RTS (Suisse)